# دوغ جونز (لاعب كرة قاعدة أمريكي)
دوغ جونز (بالإنجليزية: Doug Johns)‏ هو لاعب كرة قاعدة أمريكي، ولد في 19 ديسمبر 1967 في ساوث بند في الولايات المتحدة.

## وصلات خارجية
- دوغ جونز (لاعب كرة قاعدة أمريكي) على موقعبيزبول رفرنس.كوم (الدوري الرئيسي) (الإنجليزية)
- دوغ جونز (لاعب كرة قاعدة أمريكي) على موقعبيزبول رفرنس.كوم (الدوري الثانوي) (الإنجليزية)